# Werner Kotas
Werner Kotas (* 8. července 1940) je bývalý český fotbalista, brankář. Je trenérem fotbalového mužstva Amfora, složeného z umělců a bývalých fotbalistů.

## Fotbalová kariéra
V československé lize hrál za Spartu Praha. Nastoupil v 9 ligových utkáních. Je mistrem Československa z let 1965 se Spartou Praha.

## Ligová bilance
| Ročník                                   | Zápasy | Góly | Klub                   |
| ---------------------------------------- | ------ | ---- | ---------------------- |
| 1. československá fotbalová liga 1963/64 | 4      | 0    | Spartak Praha Sokolovo |
| 1. československá fotbalová liga 1964/65 | 5      | 0    | Sparta Praha           |
| CELKEM 1. liga                           | 9      | 0    |                        |